# Amadeo de Souza-Cardoso

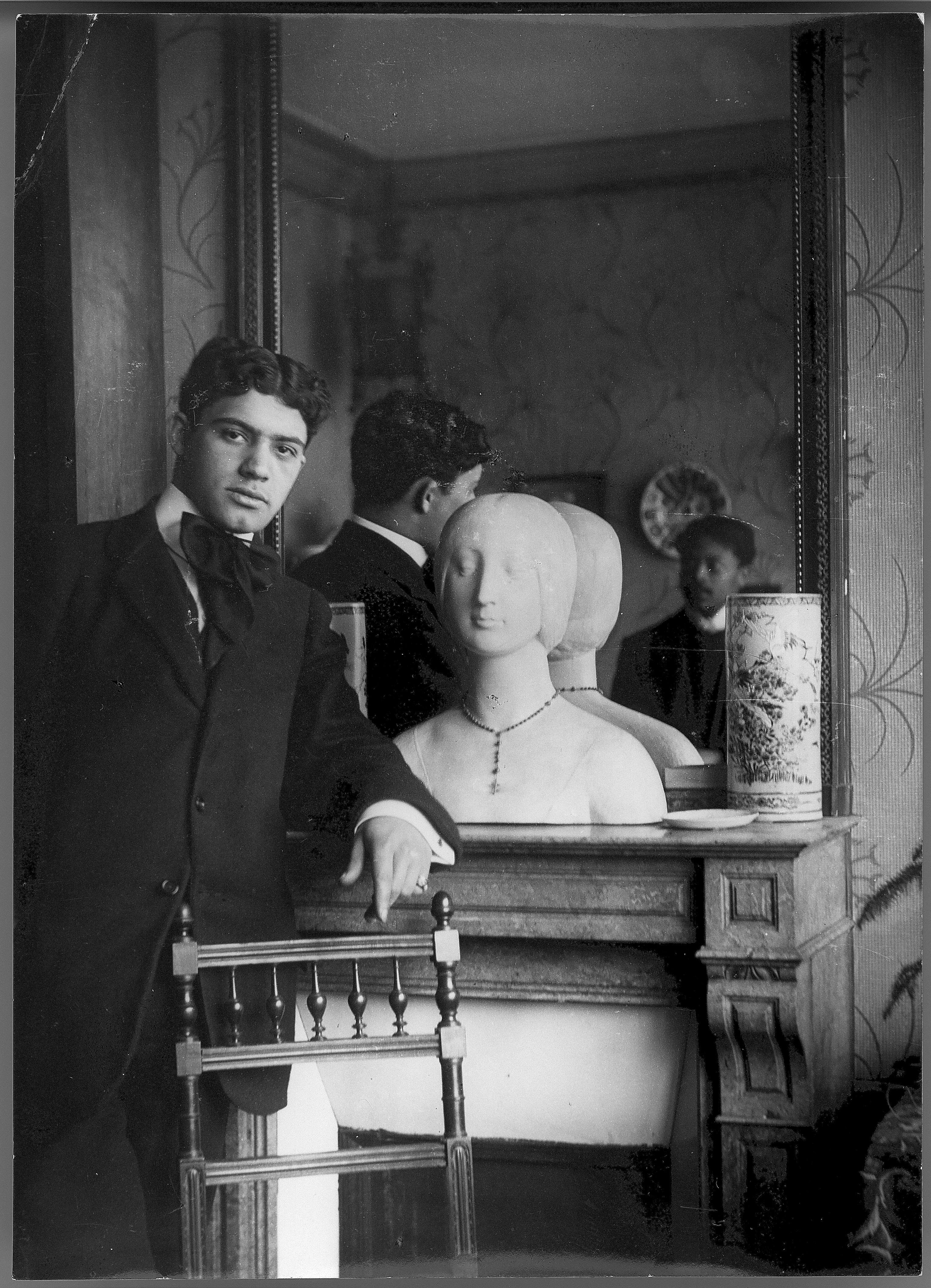
Cardoso rond 1907, kort na zijn aankomst in Parijs, met en buste van zijn vriend Emérico Nunes.

Amadeo de Souza Cardoso Mancelos, Amarante, 14 november 1887 - Espinho (Aveiro), 25 oktober 1918), was een Portugees  modernistisch kunstschilder.

## Leven en werk
Na een jaar architectuur te hebben gestudeerd aan de Escola Superior de Belas Artes  te Lissabon trok De Souza-Cardoso op 19-jarige leeftijd naar Parijs, waar hij verscheidene academies voor de schilderkunst bezocht. Begin 1910 verbleef hij enige tijd in Brussel.
In 1910 exposeerde De Souza-Cardoso een aantal toen nog door het impressionisme en postimpressionisme beïnvloedde werken bij de Société des Artistes Indépendants. Na 1911 raakte hij geïnvolveerd in de avantgardistische kunstenaarswereld op Montmartre en verkeerde met vooraanstaande jonge kunstenaars als Edith Stein, Amedeo Modigliani, Juan Gris, Pablo Picasso, Constantin Brâncuși, Alexander Archipenko, Sonia, Robert Delaunay en beeldhouwer Otto Freundlich. Zijn stijl ontwikkelde zich richting het kubisme, futurisme en expressionisme. In 1913 exposeerde hij op de Armory Show te New York en bij Galerie Der Sturm te Berlijn en vestigde zijn naam als vooraanstaand postmodernistisch kunstschilder.
Eind 1914, na het uitbreken van de Eerste Wereldoorlog, keerde De Souza-Cardoso terug naar Portugal. Ook daar speelde hij al snel een vooraanstaande rol in de kunstenaarswereld. In 1917 richtte hij samen met onder andere Fernando Pessoa het avantgardistische tijdschrift "Portugal Futurista" op. Najaar 1918 overleed hij aan de Spaanse griep, slechts dertig jaar oud. Veel van zijn werken bevinden zich in een speciaal aan hem gewijd museum in zijn geboorteplaats Amarante. Ook het Centro de Arte Moderna José de Azeredo Perdigão te Lissabon heeft een groot aantal van zijn schilderijen in collectie.

## Galerij

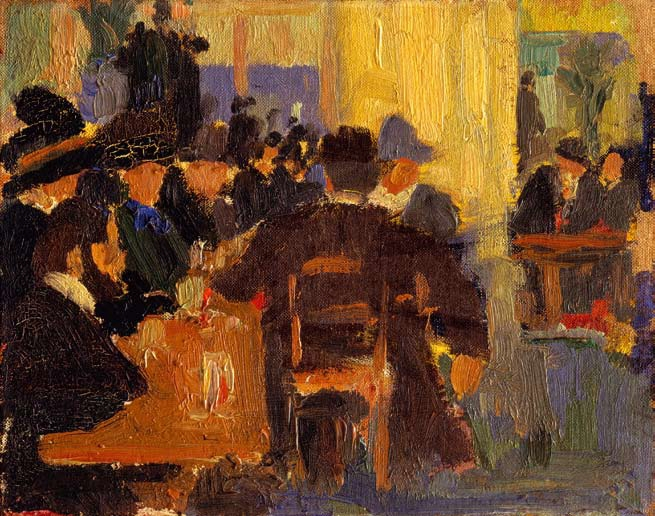
Cafés van Paris, 1908
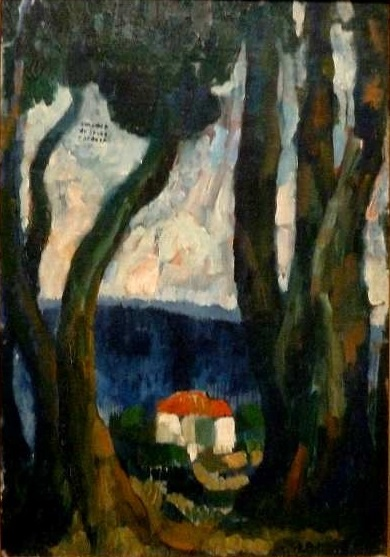
Kapel op de berg, 1911-1912
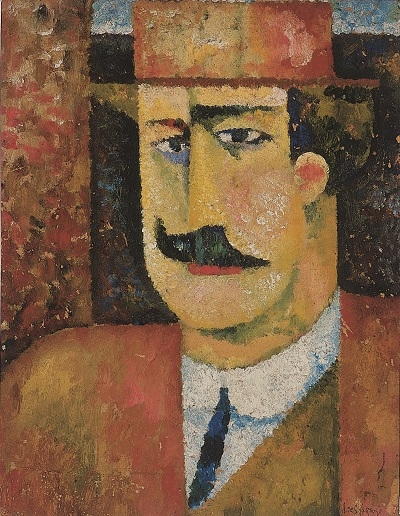
Portret van Francisco Cardoso, 1912
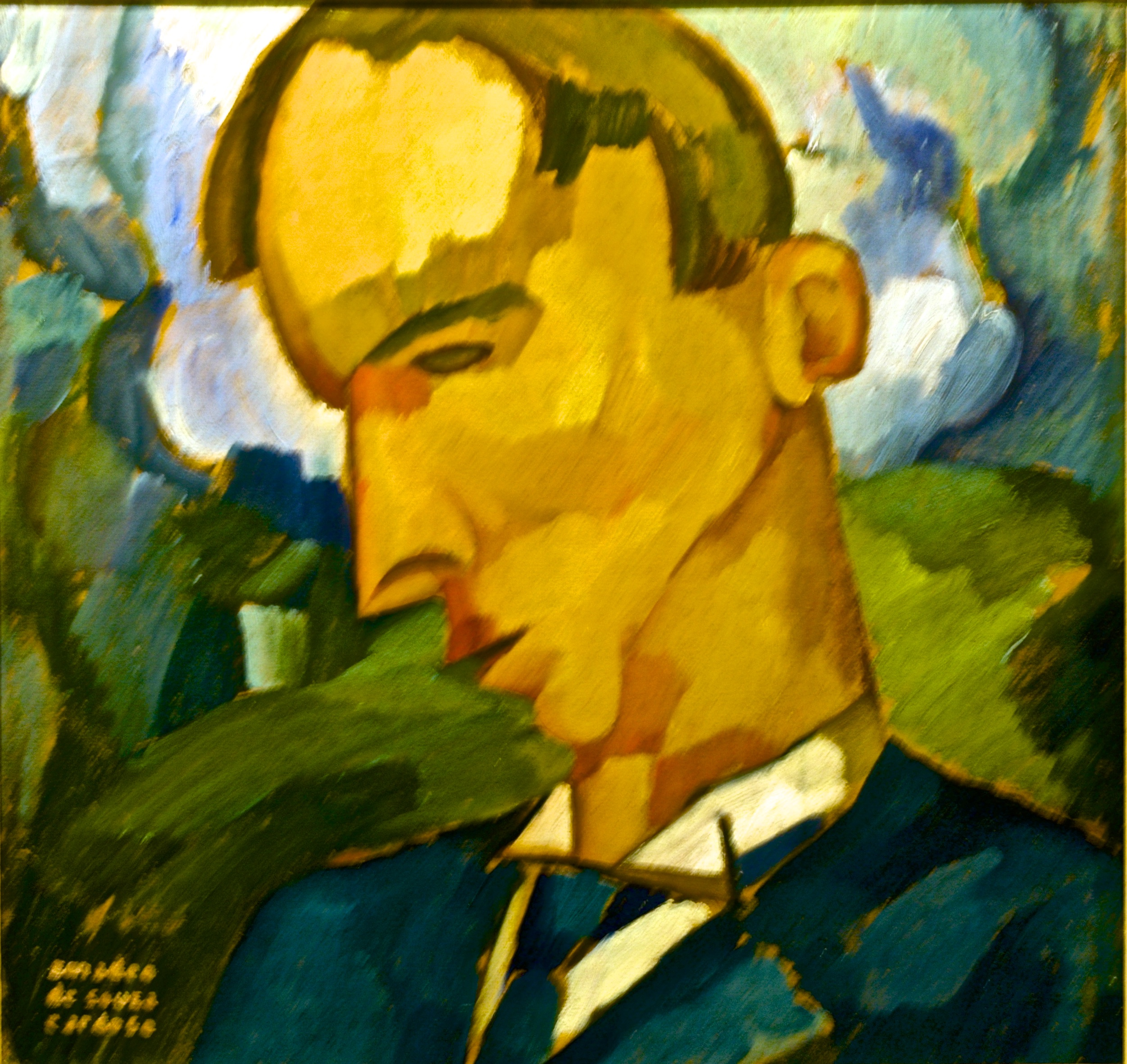
Tristezas, Cabeça, 1913-1915
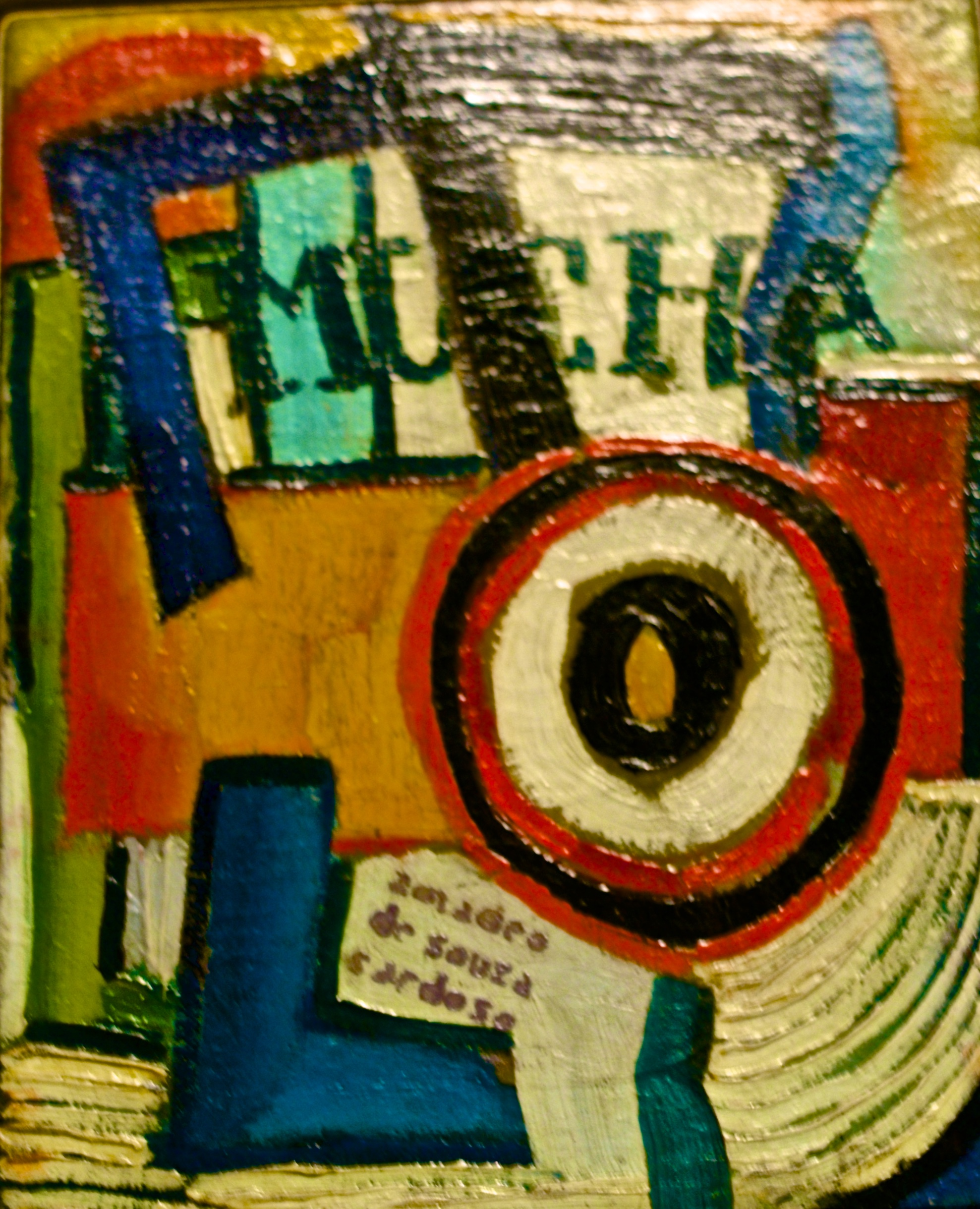
Mucha, 1915
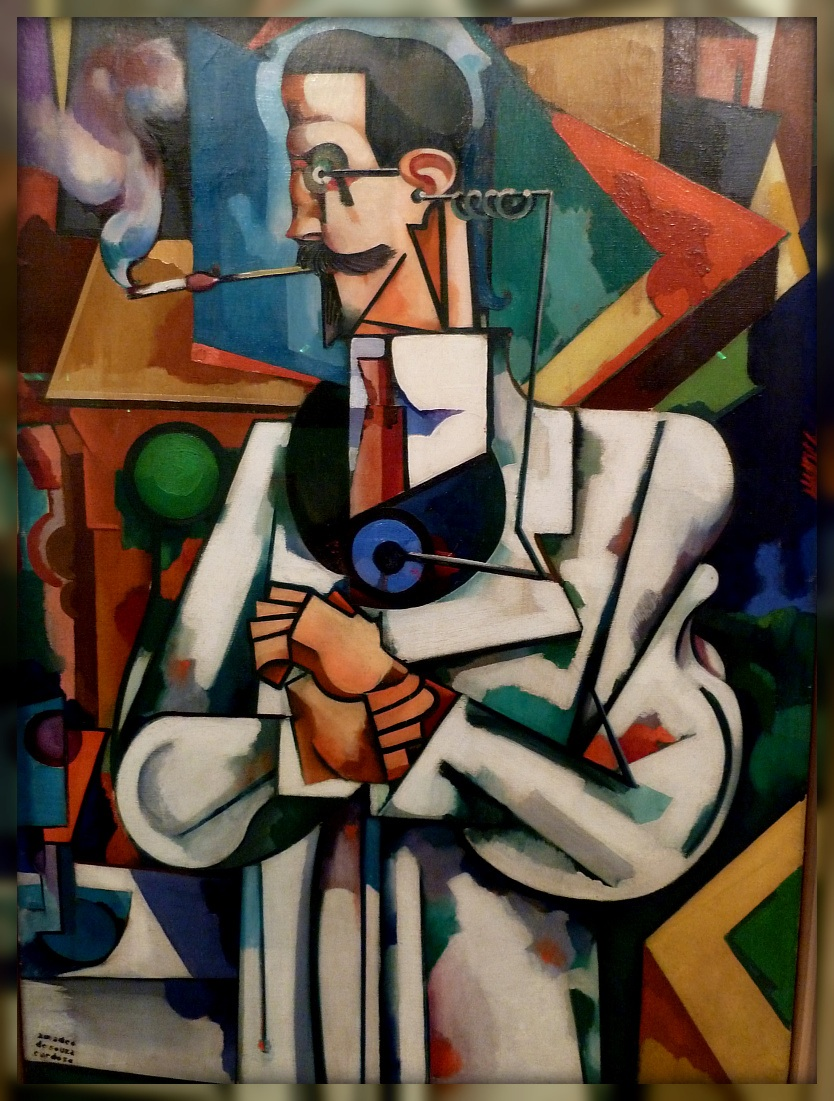
Portret van Paul Alexander, 1916
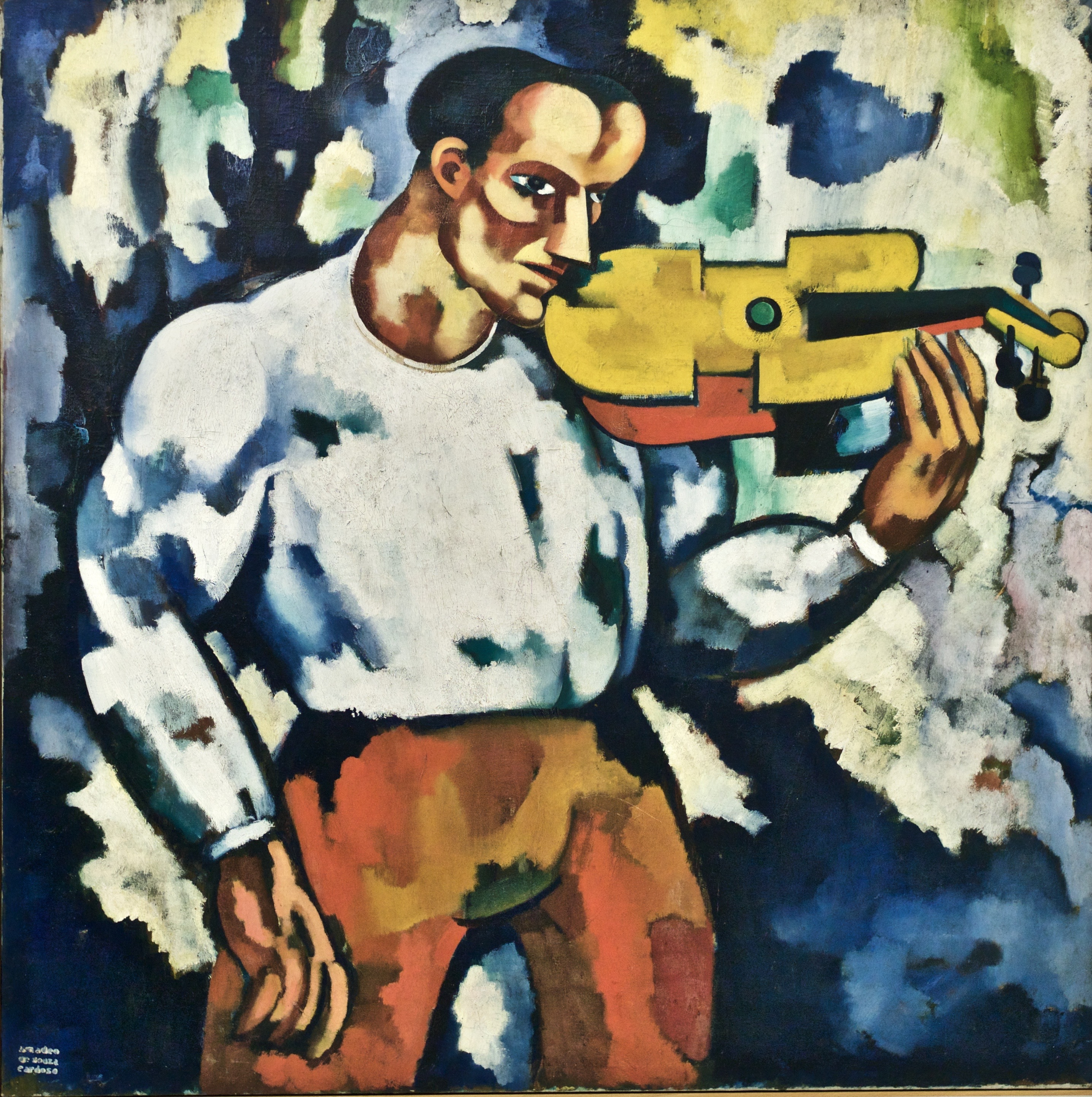
Dove muziek, 1916
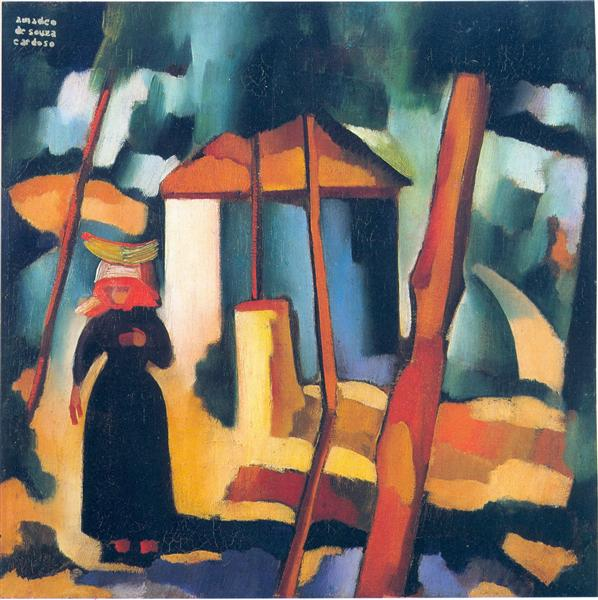
Landschap met zwarte figuur, 1916
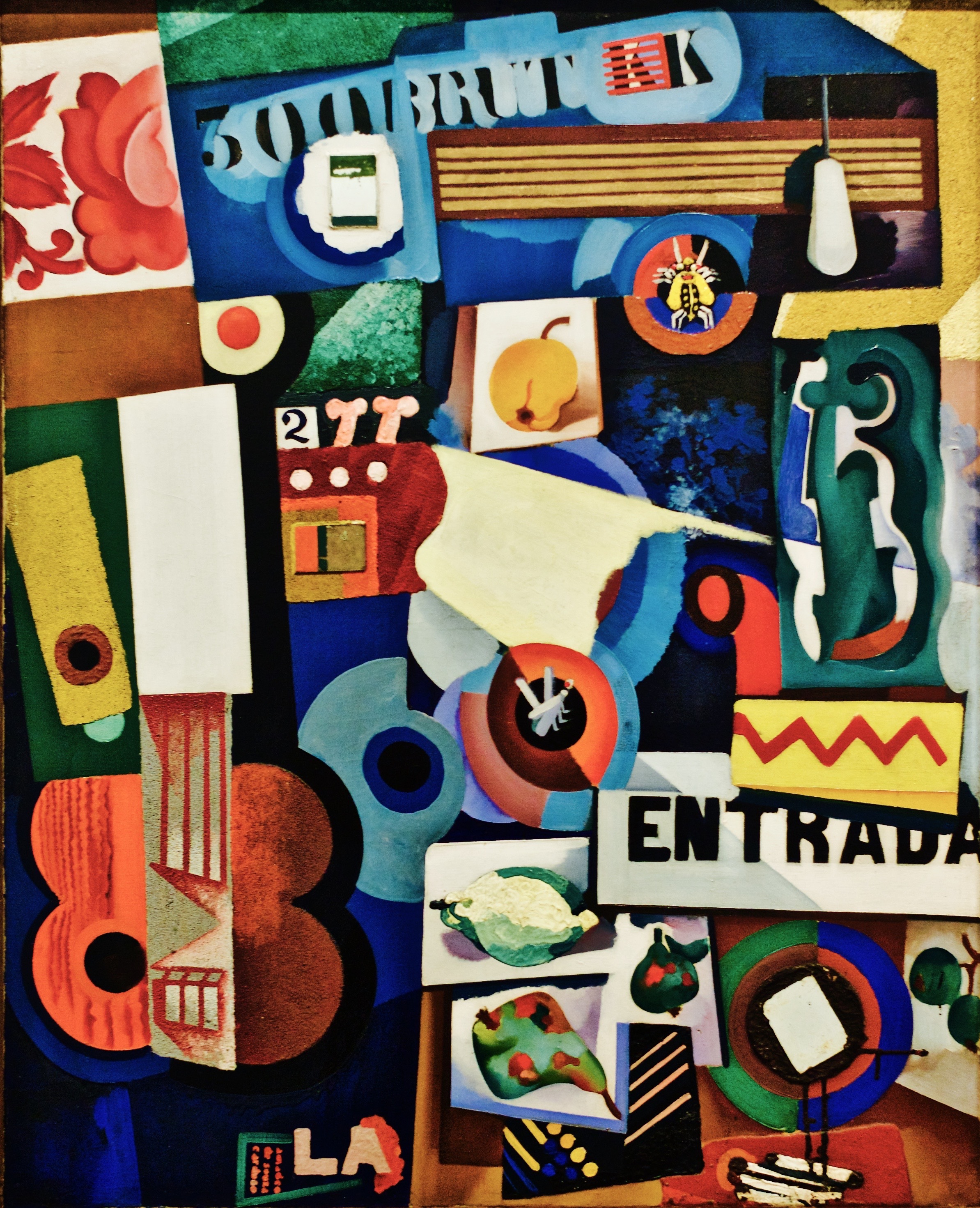
zonder titel, 1917
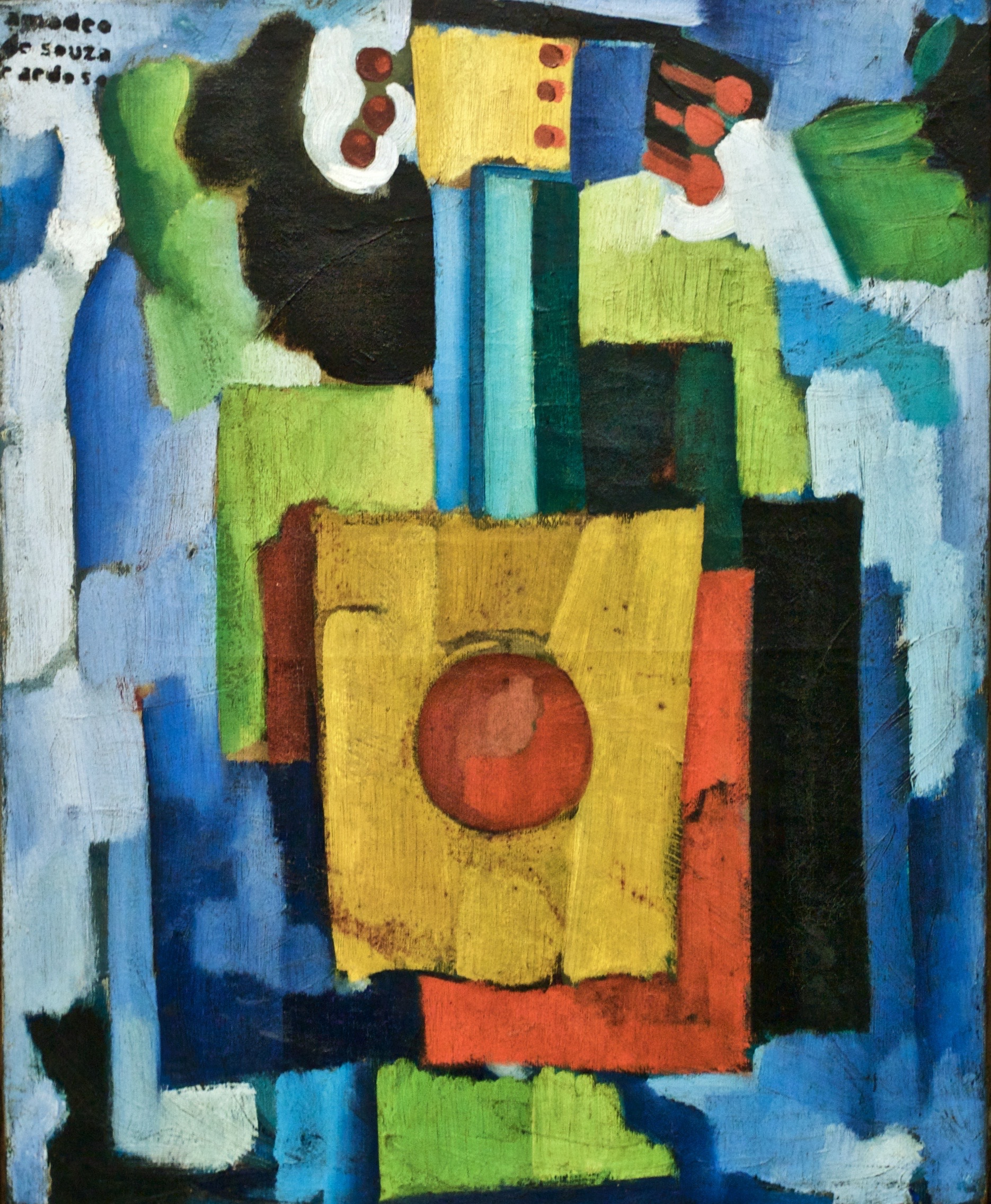
Muziekinstrument, 1918